# 近藤綾子
近藤 綾子（こんどう あやこ）は、日本の元女優である。千葉県出身、元「テンカラット」所属。

## 人物・来歴
2001年に週刊ヤングジャンプのグラビアでデビューし、以後、CMやドラマに出演。2004年以降、主だった芸能活動はしていない模様。

## 主な出演作品

### テレビドラマ
- 少年たち3（NHK） - 森本ミチ役

### CM
- シオノギ製薬 - 企業CF「シオノギの人」篇
- シオノギ製薬 - 企業CF「SONG」シリーズ
- NTTドコモ - らくらくホンII「俳句」篇